# Corb marí de les Crozet
El corb marí de Crozet (Leucocarbo melanogenis) és un ocell marí de la família dels falacrocoràcids (Phalacrocoracidae) sovint considerat una subespècie de Leucocarbo atriceps, que habita les illes Crozet i les del Príncep Eduard.

## Descripció
El corb marí de Crozet és un membre del grup dels corbs marins d'ulls blaus. Té un plomatge lleugerament diferent del d'altres membres del grup i ocupa una àrea de distribució molt específica, per la qual cosa hi ha qui el reconeix com una espècie independent. El plomatge reproductor del corb marí de Crozet presenta les parts superiors negres amb una brillantor verda a blavosa a les cobertores superiors de les ales. El cap, la cara i el coll són negres amb una lleugera coloració blanca sota les orelles. Tenen una envergadura mitjana de 125 cm i una longitud corporal de 70 cm, i els mascles de l'espècie són lleugerament més grans en general.

## Hàbitat
El corb marí de Crozet és un ocell illenc que es troba principalment als oceans Atlàntic Sud i Índic, a la regió subantàrtica. Els albiraments comuns del corb marins de Crozet es produeixen a l'illa del Príncep Eduard, l'illa Marion i les illes Crozet que n´és nativa. Aquestes illes tenen penya-segats i caps des dels quals poden reproduir-se eficaçment i evitar els forts vents costaners que tenen el potencial de pertorbar i destruir possibles nius. El corb marí de Crozet també és capaç de mantenir una dieta àmplia de calamars, pops, mol·luscs, crustacis i peixos com a resultat de l'entorn fortament aquàtic.

## Comportament
El corb marí de Crozet busca menjar durant el dia a la zona bentònica de l'oceà. S'ha registrat que les femelles de l'espècie bussegen a menys profunditat que els mascles, que poden arribar a profunditats d'uns 50 m sota la superfície. S'ha teoritzat que aquesta mena de dimorfisme sexual es deu al fet que les femelles de corb marí persegueixen preses més petites que els mascles. Per compensar-ho, s'ha comprovat que les femelles bussegen de mitjana una hora més al dia que els seus homòlegs mascles.
Els corbs marins de Crozet són ocells bussejadors a les aigües polars fredes, però tenen poc greix i plomes mullables en comparació amb els pingüins.

## Taxonomia
L'ocell va ser descrit per primera vegada per Edward Blythe el 1860. El nom prové de les illes Crozet, que es troben dins de l'hàbitat de l'ocell.
El corb marí de Crozet normalment s'inclou com a membre dels corbs marins d'ulls blaus. L'anàlisi d'ADN mitocondrial ha demostrat que la distinció entre diferents espècies de corbs marins, que es va utilitzar per classificar el corb marí de Crozet com a membre dels gèneres Leucocarbo, no està clarament definida. Per tant, actualment el corb marí hi ha qui el classifica de manera conservadora com a membre del gènere Phalacrocorax, una combinació de corbs marins en un sol gènere. Sovint es tracta com una espècie completa, tot i l'estudi limitat de les diferències entre els gèneres.